# زبان‌های دارگینی
زبان‌های دارگینی شامل طیفی از گویش‌های زبان‌های قفقازی شمال شرقی است که در مرکز شمال داغستان به کار می‌روند. کایتکی، کوباچی، ایتساری، و چیرگی غالباً گویش‌های زبان دراگینی/دارگواییدر نظر گرفته می‌شوند. اتنولوگ این گویش‌ها را در زیر زبان دارگینی مشترک فهرست می‌کند، اما اذعان می‌کند که ممکن است این گویش‌ها از دراگوایی جدا باشند.